# Unione Sportiva Lecce 1950-1951
Questa voce raccoglie le informazioni riguardanti l'Unione Sportiva Lecce nelle competizioni ufficiali della stagione 1950-1951.

## Rosa
| N. |                   | Ruolo | Calciatore        |
| -- | ----------------- | ----- | ----------------- |
|    | Italia (bandiera) | P     | Giuseppe Eberle   |
|    | Italia (bandiera) | D     | Ugo Terzolo       |
|    | Italia (bandiera) | D     | Ivo Buzzecoli     |
|    | Italia (bandiera) | D     | Giorgio Bernardin |
|    | Italia (bandiera) | D     | Giuseppe Colella  |
|    | Italia (bandiera) | C     | Domenico Tosi     |
|    | Italia (bandiera) | C     | Giovanni Prevosti |
|    | Italia (bandiera) | C     | Saverino Gorini   |

| N. |                     | Ruolo | Calciatore          |
| -- | ------------------- | ----- | ------------------- |
|    | Italia (bandiera)   | C     | Osvaldo Corallo     |
|    | Italia (bandiera)   | C     | Luigi Rosellini     |
|    | Italia (bandiera)   | A     | Goffredo Stabellini |
|    | Italia (bandiera)   | A     | Anselmo Bislenghi   |
|    | Italia (bandiera)   | A     | Luigi Morello       |
|    | Italia (bandiera)   | A     | Franco Cardinali    |
|    | Italia (bandiera)   | A     | Antonio Cillo       |
|    | Ungheria (bandiera) | A     | István Szobel       |

## Fonte
- WLecce.it.